# Eine Lustspielouvertüre
Eine Lustspielouvertüre (Ouverture Comica) Op. 38 (BV 245), per orchestra è un'ouverture da concerto di Ferruccio Busoni, composta nel 1897 e rivista nel 1904.

## Storia
Il tema principale appare subito, suonato dagli archi. Il secondo tema segue sul clarinetto. Una nuova sezione introduce lo sviluppo. Nella ricapitolazione il secondo tema viene rielaborato per i violoncelli e i contrabbassi con un pedale del timpano. Il lavoro si conclude con una vivace coda.

## Selected recordings
- NDR Elbphilharmonie Orchester; Werner Andreas Albert, direttore; CPO Records 999 161-2
- Philharmonia Orchestra; Adrian Boult, direttore; Classical Society CSCD 124
- BBC Philharmonic; Neeme Järvi, direttore; Chandos 10302